# Leandre Villaronga
Leandre Villaronga i Garriga (Barcelona, 14 de marzo de 1919 - Barcelona, 20 de julio de 2015) fue un investigador numismático y un prestigioso coleccionista y estudioso de la moneda de la Edad Antigua de la península ibérica.
De profesión industrial pasamanero y de formación autodidáctica, se especializó en investigaciones de numismática, y la publicación de sus estudios lograron rápidamente un gran reconocimiento internacional. 
Resultado de sus años de metódica investigación, reunió a más de 60.000 fichas de datos cuya información facilitó la catalogación, descripción y ubicación cronológicamente de las piezas, así como la sistematización de las emisiones y el análisis de los datos ponderales y las rarezas.
Su obra comprende más de doscientos artículos y catorce libros centrados, en su mayor parte, en la numismática antigua. Fue un investigador inasequible y generoso que compartía sus hallazgos facilitando los avances de las investigaciones sobre numismática. Innovador metodológico, fue el creador de una verdadera escuela de numismática en el país.
En 1970 fundó el anuario Acta Numismática, que dirigió durante treinta y un años.
Fue miembro y presidente fundador de la Sociedad Catalana de Estudios Numismáticos, filial del Instituto de Estudios Catalanes, entre 1979 y 1995, y posteriormente, en las siguientes juntas directivas, su vicepresidente. 
Fue, además, doctor honoris causa por la Universidad de Colonia (1981) y recibió varios galardones. Fue miembro de la Comisión Internacional de Numismática entre los años 1986 y 1994. 
Su trayectoria de investigación ha sido distinguida con los máximos galardones por las sociedades numismáticas americana, inglesa, belga y francesa.

## Publicaciones
Entre sus numerosas publicaciones destacan:
- Las monedas de Arse-Saguntum (1967)
- Las monedas hispano-cartaginesas (1973)
- La moneda de Barcelona (1976), The Aes coinage of Emporion (1977)
- Las monedas ibéricas de Ilerda (1978)
- Numismática antigua de Hispania(1979)
- Les monedes ibèriques de Tàrraco (1983)
- Estadística aplicada a la Numismàtica (1985)
- Tresors monetaris de la península Ibèrica anteriors a August (1993)
- Denarios i quinarios ibéricos (1995)
- Corpus nummum Hispaniae ante Augusti aetatem (1994)
- Les dracmes iberiques i llurs divisors (1998)
- Les dracmes emporitanes de Principi del segle II de C. (2002)
- Ancient Coinage of the Iberian Peninsula (2011), amb Jaume Benages. Aquesta última publicació és el colofó de tot un treball que, de manera exhaustiva i científicament plantejada, ofereix l'estudi de la totalitat de les monedes emeses entre les gregues del segle V aC i les barcelonines de l'emperador Màxim Tirà del segle V dC.

A todo ello hay que sumar que también ha realizado cinco monografías sobre las monedas de plata griegas de Emporion y Rodas y sus imitaciones ibéricas (1997-2003).